# Дин Моцунь
Дин Моцу́нь (кит. трад. 丁默邨, упр. 丁默村, пиньинь Dīng Mòcūn, 1901, Улин, Чандэская управа, Хунань, империя Цин — 5 июля 1947, империя Цин, Китайская республика) — политик начала Китайской Республики. Он также был известен как Дин Лэшэн (кит. трад. 丁勒生, упр. 丁默村, пиньинь Dīng Lèshēng). Дин являлся выдающейся фигурой в тайной полиции коллаборационистского режима Ван Цзинвэя.

## Биография
Дин родился в уезде Улин Чандэской управы провинции Хунань. Изначально являлся членом Коммунистической партии Китая, но позже стал активным политиком Гоминьдана в Шанхае. Он быстро поднялся при поддержке так называемой «клике CC» во главе с Чэнь Лифу, и в 1934 году возглавлял Департамент исследований и статистики, являвшийся прикрытием для гоминдановской тайной полиции. Однако, после отстранения от власти из-за многочисленных коррупционных скандалов, в 1938 году Дин перешел на японскую сторону вместе с Ли Шицюнем. Оба они работали под руководством Кэндзи Доихары, и в апреле 1939 года была создана тайная полиции, штаб-квартира которой находилась в Шанхае по адресу 76 Jessfield Road. В штаб-квартире располагались камеры, где подозреваемые коммунисты и гоминьдановские заключенные допрашивались для получения информации, и, впоследствии, подвергались казни.
При коллаборационистском режиме Вана Цзинвэя, Дин служил в центральном и военном комитетах, а также в Исполнительном юане. Позже он занимал должности на уровне кабинета министров и на посту губернатора провинции Чжэцзян.
21 декабря 1939 года он избежал покушения. По этому эпизоду его жизни в 2007 году был снят фильм «Вожделение», получивший Золотого льва на Венецианском кинофестивале.
После капитуляции Японии и развала Национального правительства Китая, Дин был арестован в сентябре 1945 года и обвинен в государственной измене. Во время суда, он признал, что он служил шпионом по приказу Дай Ли, командующего гоминдановской разведкой. Он был осужден в феврале 1947 года и 5 июля 1947 года казнен в тюрьме в Сучжоу.